# Fédération Internationale de Roller Sports
Fédération Internationale de Roller Sports (FIRS) bildades av schweizarna Fred Renkewitz och Otto Myer i Montreux i Schweiz i april 1924 och är det internationella förbundet för rollersport, inklusive rullskridskohockey, inlinehockey och inlineskridskoåkning.

### Fotnoter
1. ↑  ”Hystory of the Organization of FIRS” (på engelska). FIRS. Arkiverad från originalet den 1 mars 2014. https://web.archive.org/web/20140301151208/http://www.rollersports.org/content/about.html. Läst 29 mars 2014.